# 卡爾希夫卡
51°27′50″N 30°55′11″E / 51.46389°N 30.91972°E
卡爾希夫卡（烏克蘭語：Кархівка），是烏克蘭北部切爾尼希夫州切爾尼希夫區米哈伊洛-科秋宾斯凯市镇的村落。始建於1712年，面積2.81平方公里，海拔高度141米，2001年人口930，人口密度每平方公里331人。